# Năm môn phối hợp hiện đại tại Thế vận hội Mùa hè 2008
Giải năm môn phối hợp hiện đại tại Thế vận hội Mùa hè 2008 diễn ra trong hai ngày 21 và 22 tháng 8 năm 2008 tại sân vận động Trung tâm Thể thao Olympic (tổ chức hai nội dung chạy và đua ngựa), bể bơi Anh Đông (tổ chức nội dung bơi) và Trung tâm Hội nghị Màu xanh Olympic (tổ chức hai nội dung đấu kiếm và bắn súng).

## Bảng huy chương
| Nội dung | Vàng                  | Bạc                        | Đồng                           |
| -------- | --------------------- | -------------------------- | ------------------------------ |
| Nam      | Andrey Moiseev · Nga  | Edvinas Krungolcas · Litva | Andrejus Zadneprovskis · Litva |
| Nữ       | Lena Schöneborn · Đức | Heather Fell · Anh Quốc    | Victoria Tereshuk · Ukraina    |

## Tám vị trí đầu

### Nam
| Hạng | Quốc gia           | Vận động viên          | Điểm |
| ---- | ------------------ | ---------------------- | ---- |
| 1    | Nga (RUS)          | Andrey Moiseev         | 5632 |
| 2    | Litva (LTU)        | Edvinas Krungolcas     | 5548 |
| 3    | Litva (LTU)        | Andrejus Zadneprovskis | 5524 |
| 4    | Trung Quốc (CHN)   | Tiễn Chấn Hoa          | 5516 |
| 5    | Đức (GER)          | Steffen Gebhardt       | 5480 |
| 6    | Cộng hòa Séc (CZE) | Michal Michalik        | 5460 |
| 7    | Ukraina (UKR)      | Pavlo Tymoshchenko     | 5436 |
| 8    | México (MEX)       | Oscar Soto             | 5420 |

### Nữ
| Hạng | Quốc gia         | Vận động viên        | Điểm |
| ---- | ---------------- | -------------------- | ---- |
| 1    | Đức (GER)        | Lena Schöneborn      | 5792 |
| 2    | Anh Quốc (GBR)   | Heather Fell         | 5752 |
| 3    | Ukraina (UKR)    | Victoria Tereshuk    | 5672 |
| 4    | Belarus (BLR)    | Anastasia Samusevich | 5640 |
| 5    | Trung Quốc (CHN) | Trần Thiến           | 5612 |
| 6    | Ba Lan (POL)     | Paulina Boenisz      | 5564 |
| 7    | Anh Quốc (GBR)   | Katy Livingston      | 5548 |
| 8    | Ai Cập (EGY)     | Aya Medany           | 5544 |